# Rick Chinnick
Richard Vaughn Chinnick (Chatham-Kent, 1953. augusztus 15. –) profi jégkorongozó.

## Sportpályafutása
Junior karrierje az OHA-as Peterborough Petesben kezdődött 1971-ben. Itt két idény játszott. Az 1973-as NHL-amatőr drafton a Minnesota North Stars a harmadik kör 41. helyén, míg az 1973-as WHA-amatőr drafton a New England Whalers a hatodik kör 77. helyén választotta ki. 1974-ben szinte egy teljes idényt töltött az AHL-es New Haven Nighthawksnál mikor a szezon végen a North Stars felhívta őt az NHL-be egy mérkőzés erejéig. A következő szezon szintén ilyen volt. Akkor három mérkőzést kapott az NHL-ben Az 1975–1976-os idényt a New Haven Nighthawksban töltötte. 1976 és 1978 között az IHL-es Saginaw Gearsben játszott és 1977-ben bajnokként megnyerték a Turner-kupát. Bár 1978-ban visszavonult, 1980-ban még egy szezon erejéig szülővárosa senior csapatában játszott.